# Robert Barro
Robert J. Barro (nacido el 28 de septiembre de 1944) es un influyente economista estadounidense, especializado en macroeconomía.

## Biografía
Robert Barro se licenció en Física en 1965 por el California Institute of Technology, obteniendo su doctorado en economía por la Universidad de Harvard en 1970, donde trabaja desde 1986. Además, es coeditor del Quarterly Journal of Economics desde el 2004, fue editor del Journal of Political Economy y escribe una columna en Business Week desde 1998. Ha escrito más de una decena de libros sobre economía. En 2007 la Universidad Francisco Marroquín de Guatemala le otorgó un *doctorado honorífico por su aporte a la economía.

## Contribuciones a la economía
Barro fue conocido por primera vez en 1974 por su artículo "Are Government Bonds Net Wealth?" (¿Son los bonos del Estado riqueza neta?), donde afirma que, bajo ciertas condiciones, los bonos del Estado adquiridos hoy tendrán que ser devueltos por el Estado con un incremento futuro de impuestos. Este artículo supuso una revisión de la equivalencia ricardiana, y está entre los más citados en macroeconomía (más de 11000 citas según Google Scholar).
En 1976 publicó otro artículo influyente, "Rational expectations and the role of monetary policy" (Expectativas racionales y política monetaria), sobre política monetaria y expectativas racionales. En él, afirma que las asimetrías de información causarían efectos reales como respuesta de los agentes racionales ante la incertidumbre, pero no en respuesta a cambios en la política monetaria. Este artículo fue importante al integrar el papel del dinero en la economía neoclásica, y en los modelos de equilibrio general.
En la década de 1970, el economista Arthur Okun desarrolló el concepto de Índice de miseria, el cual Jimmy Carter publicitó durante su campaña presidencial en el año 1976, y Ronald Reagan en su campaña presidencial de 1980. Numerosas fuentes atribuyen incorrectamente el crédito a Barro, debido a la similitud con el nombre de su propio "Índice de Miseria de Barro". La versión de Barro fue publicada por primera vez en un artículo de la revista Businessweek en el año 1999.
En 1983, Barro aplicó los argumentos de información asimétrica para mostrar que los bancos centrales deberían tener objetivos claros de inflación para luchar de forma efectiva contra ésta, objetivos que no deberían ser violados para reducir el desempleo. Esta línea de pensamiento ha tenido una enorme influencia en el diseño de las políticas de los bancos centrales (incluido el objetivo del 2% de inflación que el Tratado de Maastricht impuso al Banco Central Europeo).
Su manual de Macroeconomía (1984) es uno de los más utilizados, así como su libro de 1995, "Crecimiento económico", escrito junto al economista español de la Universidad de Columbia Xavier Sala-i-Martín.
Otro artículo muy citado es "A Reformulation of the Economic Theory of Fertility" (Una reformulación de la teoría económica de la fertilidad), escrito junto al premio nobel Gary Becker y publicado en el Quarterly Journal of Economics (1988), que ha influido en los modelos de horizonte infinito.
En la última década, Barro ha investigado la influencia de la religión y la cultura popular en la política económica, trabajando junto a su esposa Rachel McCleary.
Los trabajos de Barro han sido fundamentales en muchos de los principales debates de política económica de los últimos 30 años, incluyendo las teorías sobre los ciclos económicos, la teoría del crecimiento, la síntesis neoclásica y las políticas públicas.

## Obras

### Libros
- Macroeconomics ISBN 0-471-87407-8 (1984)
- Economic growth ISBN 0-262-02553-1, escrito junto a Xavier Sala-i-Martín (1998).

### Artículos
- Are Government Bonds Net Wealth? (1974), Journal of Political Economy
- Rational expectations and the role of monetary policy (1976), Journal of Monetary Economics
- A Reformulation of the Economic Theory of Fertility (1988), Quarterly Journal of Economics. Junto a Gary Becker
- Democracy and growth (1996), Journal of Economic Growth
- Religion and Economic Growth (2003), NBER Working Paper No. 9682. Junto a Rachel McCleary